# 浦安市運動公園野球場
浦安市運動公園野球場（うらやすしうんどうこうえんやきゅうじょう）は、千葉県浦安市舞浜の浦安市運動公園内にある野球場。

## 概要
2017年3月に竣工。両翼98 m、本塁・中堅間122 mのサイズで、NPBの公式戦開催も可能な規格となっている。東日本大震災の影響で運動公園の整備事業は約3年遅延し、野球場はその中で最後の施設だった。
浦安市は千葉ロッテマリーンズと協定を結び、イースタン・リーグのロッテ2軍の試合が、同年4月1日の対巨人2軍戦（4対3で巨人2軍が勝利、入場者2046人）をはじめとしてこの年は合計3試合、2018年は6試合実施された。その後、ロッテ2軍が本拠地であるロッテ浦和球場以外での地方開催を実施しなかった影響もあり、2019年から2021年は本球場でのイースタン・リーグ公式戦の開催は無かった。2022年はロッテ2軍が千葉県内各球場での地方開催を再開したため、本球場でも同年9月にイースタン・リーグ公式戦（対巨人2軍戦）が行われる予定となっている。
なお、2019年8月にスポーツニッポンがロッテ2軍の本拠地または準本拠地としての活用が検討されていると報じたが、浦安市の当局者は同日ハフポスト日本版の取材に対して球場のコンセプトがプロ専有を前提とはしていないことなどを理由にこれを否定した。
防球ネットの高さは当初25 mであったが、2020年に45 mにかさ上げされている。
2019年以降、全国高等学校野球選手権千葉大会の会場の一つとなっている。2019年は千葉県野球場の全面改修工事に伴う代替会場として使用された。2020年以降は、市川市国府台球場の全面改修工事に伴う代替会場として、使用を継続（2020年は、厳密には大会中止のため、代替大会の「夏季千葉県高等学校野球大会」の会場として使用）。市川市国府台球場は、工事中に見つかった国庁関連遺構の発掘調査のため、工期が延長され、2025年4月に国府台スタジアムとして開業したが、国府台は春季大会地区予選までで、春季県大会や選手権千葉大会では使用されない。
2022年4月29日にはベースボール・チャレンジ・リーグ（ルートインBCリーグ）の埼玉武蔵ヒートベアーズが初の公式戦を開催し（対戦相手は神奈川フューチャードリームス）、この日だけ埼玉で現役復帰したG.G.佐藤が出場。試合の途中には佐藤の引退セレモニーも挙行された。この試合は、佐藤の父親が社長（佐藤自身も副社長）を務める企業が冠スポンサーとなって実施された。

## 施設概要
- 敷地面積： -m2
- 両翼：98 m、中堅：122 m
- 内外野：人工芝
- 収容人員：2.500人（メインスタンド1,000人、内外野1,500人[1]）
- スコアボード：LEF電光掲示板
- 照明設備：6基（LEF夜間投光器）
- 駐車場 : 約300台収容

## 交通アクセス
- JR京葉線舞浜駅より徒歩約10分
- バス JR京葉線新浦安駅から2番・14番系統より、東京メトロ東西線浦安駅から2・4番系統より、運動公園下車
- おさんぽバス舞浜線運動公園下車[21]